# جزیره منیتولین
جزیره منیولین (به انگلیسی: Manitoulin Island) یک جزیره در کانادا است که در انتاریو واقع شده‌است.

## خصوصیات
جزیره منیولین ۱۲٬۶۰۰ نفر جمعیت دارد.